# YUN!Q
YUN!Q (eigene Schreibweise YUNIQ, für „young & unique!“) war ein werbefinanzierter Fernsehsender. Er wurde von der onMediaTV UG (haftungsbeschränkt) aus Düsseldorf betrieben und startete am Montag, dem 3. August 2015 um 17 Uhr sein Programm.
YUN!Q wurde am 12. Mai 2015 durch die Landesanstalt für Medien Nordrhein-Westfalen (LfM) lizenziert.
Im Programm wurden der Zielgruppe zwischen 14 und 39 Jahren eigenproduzierte Formate aus den Bereichen Nachrichten, Talk, Stars und Unterhaltung, Musik, Filme und Serien, Mode, Sport, Show und eine eigene nichtinszenierte Dating-Show präsentiert. Im Fokus sollte der direkte Kontakt zur Zielgruppe stehen, der über soziale Netzwerke wie Facebook, Twitter, WhatsApp, Instagram und einen Livechat zustande kommen sollte.
Der Sender wurde in Deutschland und der Schweiz im Fernsehen über Kabel, IPTV sowie über verschiedene Web-TV-Plattformen, einen eigenen 24-Stunden-Livestream und Video-on-Demand verbreitet.
Der Sendebetrieb wurde am 1. Mai 2016 eingestellt.

## Sendungen
- Activity – Sport- und Lifestylesendung;
- Blockbuster – Film- und Serienmagazin;
- OnFashion – Mode-, Schmink- und Lifestylesendung; moderiert von Nora Gräfe und Sarah Kaule
- OnMusic – interaktives Musikmagazin; moderiert von Sunny Woodpecker oder David Ortega
- NewsBar – Nachrichtenmagazin; moderiert von Davide Spiga, Jacqueline Schulz oder Patrizia Nizeti
- Romeo & Julia – Datingshow; moderiert von Davide Spiga
- PoP Corner – Musik- und Starmagazin; moderiert von Sunny Woodpecker
- Tabu – Talkmagazin; moderiert im wöchentlichen Wechsel von Davide Spiga oder Jacqueline Schulz[12]

## Moderatoren und Sendungen
| Moderatoren       | Sendungen                    |
| ----------------- | ---------------------------- |
| Davide Spiga      | NewsBar, Romeo & Julia, Tabu |
| David Ortega      | OnMusic                      |
| Jacqueline Schulz | NewsBar, Tabu                |
| Nora Gräfe        | OnFashion                    |
| Sarah Kaule       | OnFashion                    |
| Sunny Woodpecker  | OnMusic, PoP Corner          |